# Smilisca
Genre
Synonymes
- Pternohyla Boulenger, 1882

Smilisca est un genre d'amphibiens de la famille des Hylidae.

## Répartition
Les huit espèces de ce genre se rencontrent de l'extrême-Sud du Texas au bassin amazonien.

## Liste des espèces
Selon Amphibian Species of the World (9 juin 2017) :
- Smilisca baudinii (Duméril & Bibron, 1841)
- Smilisca cyanosticta (Smith, 1953)
- Smilisca dentata (Smith, 1957)
- Smilisca fodiens (Boulenger, 1882)
- Smilisca phaeota (Cope, 1862)
- Smilisca puma (Cope, 1885)
- Smilisca sila Duellman & Trueb, 1966
- Smilisca sordida (Peters, 1863)

## Publication originale
- Cope, 1865 : Third contribution to the herpetology of tropical America. Proceedings of the Academy of Natural Sciences of Philadelphia, vol. 17, p. 185-198 (texte intégral).